# William Hope (fotograf)

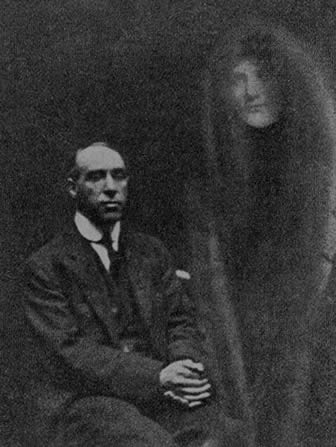
William Hope: Harry Price s přítelkyní

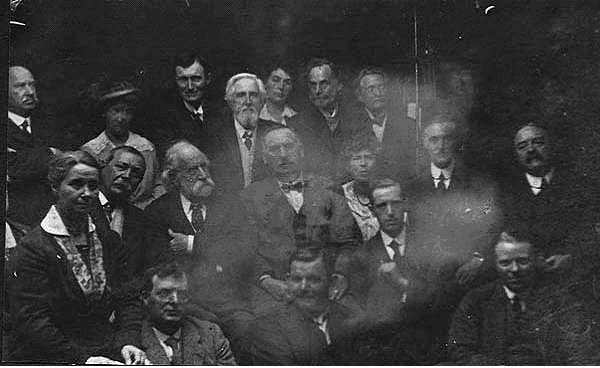
Výroční schůze společnosti "Society for the Study of Supernormal Pictures", včetně sira Arthura Conana Doyla a jeho ženy (uprostřed, vlevo) (1922)

William Hope (1863 – 8. března 1933 Salford) byl průkopníkem takzvané „fotografie duchovního světa“. Sídlo měl v anglickém Crewe a byl členem známé spiritualistické skupiny Crewe Circle.

## Paranormální jevy
Jako mladý muž pracoval jako tesař, ale velmi rychle se stal důležitou osobností ve společenských kruzích zabývajících se nadpřirozrnými jevy. Stalo se tak po jeho vlastním prohlášení, že je schopen zachytit duchy na fotografickém snímku. Hope svůj první spirituální snímek pořídil v roce 1905. Brzy poté založil spiritualistickou skupinu Crewe Circle, které šéfoval.

## Fotografická manipulace?
Dne 4. února 1922 se Společnost pro okultní výzkum Society for Psychical Research a vyšetřovatel paranormálních jevů Harry Price pokusili na britské vysoké škole British College of Psychic Science dokázat, že Hope podvádí. Price tajně označil Hopeovy fotografické desky a poskytl mu je s balíčkem dalších desek, na které byly tajně naleptány značky firmy Imperial Dry Plate Co. Ltd. tak, že se logo kopírovalo na pozitiv. Hope netušil, že si Price „pohrál“ s jeho dodávkou desek a následně se pokusil nasnímat několik „spirituálních fotografií“. Ačkoli Hope několik fotografií s duchovními jevy vytvořil, žádná z nich neobsahovala logo společnosti Imperial Dry Plate Co. Ltd ani Priceovy značky. Byl to důkaz, že Hope poskytnuté materiály vyměnil za své vlastní připravené materiály obsahující falešné duchovní snímky.
Price později tento experiment publikoval znovu ve svém pamfletu s názvem Cold Light on Spiritualistic "Phenomena" - experiment s Crewe Circle."
V roce 1932 Fred Barlow, bývalý přítel a zastánce Hopeovy práce a také bývalý tajemník Společnosti pro studium nadpřirozených obrazů (anglicky Society for the Study of Supernormal Pictures), spolu s Majorem W. Rampling-Rosem, uspořádali společnou přednášku pro společnost Society for Psychical Research, aby předložili zjištění získaných z rozsáhlé série testů Hopeových metod, které využíval při výrobě svých spirituálních fotografií.
Barlow a Rampling-Rose došli k závěru, že "duchovní záhady", které se objevily na Hopeových fotografiích byly dosaženy podvodem. Dvojice později předložila tento případ propracovaný do hloubky ve sborníku Společnosti pro okultní výzkum (anglicky Society for Psychical Research).
I přes zjištění pana Priceho si Hope ještě dlouho udržoval popularitu a náklonnost mnoha lidí, včetně spisovatele a spiritualisty Sira Arthura Conana Doyla, který odmítal přijmout jakékoliv důkazy, že je Hope podvodník a šel tak daleko, že chtěl očistit jeho jméno a napsal knihu podporující fotografování duchovních jevů s názvem The Case for Spirit Photography. To vše jako reakce na Priceova obvinění a snažil se tak Priceho přesvědčit, aby svá obvinění stáhl a odvolal.
William Hope zemřel v salfordské nemocnici 8. března 1933.

## Galerie

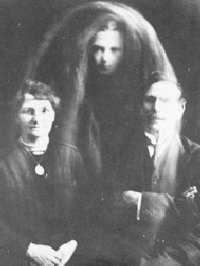
Pan a paní Gibsonovi s duchem jejich zemřelého syna, 1919
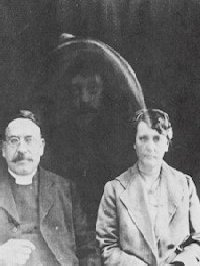
Reverend Charles L Tweedale, jeho žena a duch jejich zesnulého otce (5. září 1919)
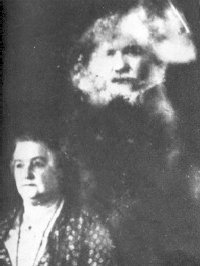
Paní Hortense Leverson a duch jejího zemřelého manžela Majora Leversona, 1931
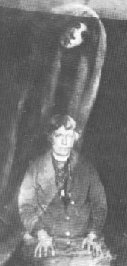
Paní Longcake a duch její zesnulé švagrové
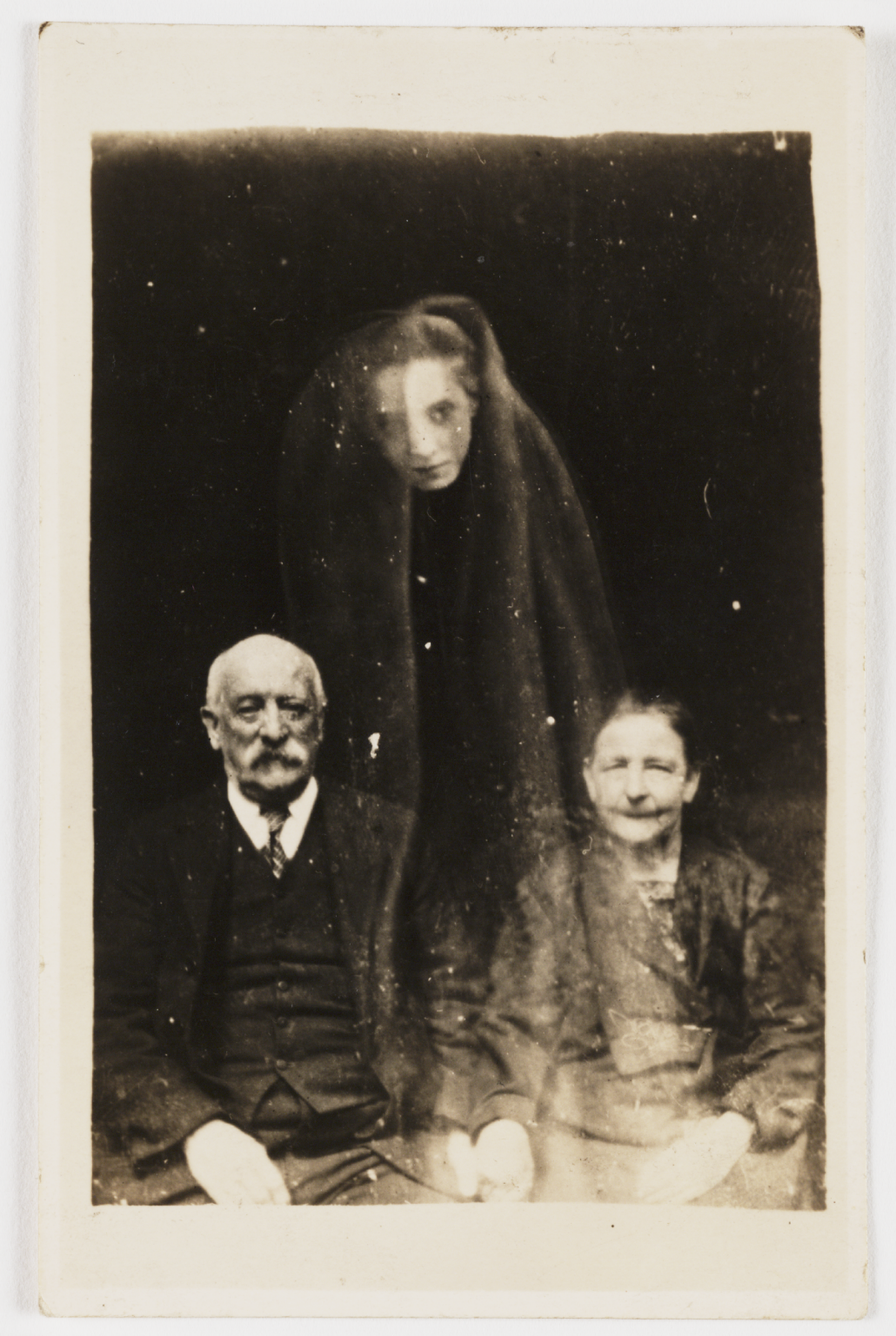
Starší pár s duchem mladé dívky
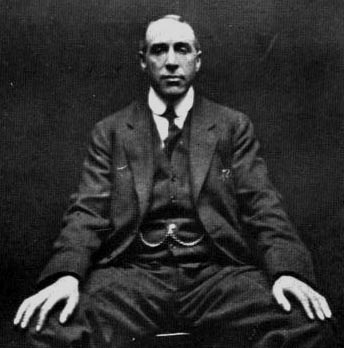
Harry Price, 1922